# Bulbophyllum mediocre
Bulbophyllum mediocre là một loài phong lan thuộc chi Bulbophyllum.